# Xã Anderson, Quận Clark, Illinois
Xã Anderson (tiếng Anh: Anderson Township) là một xã thuộc quận Clark, tiểu bang Illinois, Hoa Kỳ. Năm 2010, dân số của xã này là 417 người.